# Большой Унгут
Большой Унгут — посёлок в Манском районе Красноярского края. Административный центр Унгутского сельсовета.

## География
Посёлок находится в месте впадения реки Большой Унгут в реку Мана.

## История
Посёлок образовался в 1906 году. С 1930-х по 1950-е годы представлял собой место ссылки для финнов, поляков, греков, немцев и литовцев, работавших в Унгутском леспромхозе.

## Население
| 2010 |
| ---- |
| 463  |

## Экономика
В посёлке действует ООО «Унгутское» — предприятие по переработке и заготовке древесины.

## Кинематограф
В посёлке снимался фильм «Сибирь. Монамур» (2011), который получил около семидесяти призов на отечественных и международных кинофестивалях.